# Eopselaphus goaensis
Eopselaphus goaensis es una especie de coleóptero de la familia Oedemeridae.

## Distribución geográfica
Habita en Goa (India).